# Испир (историческая область)
Испир (арм. Սպեր, Спер; груз. სპერი, Спери; греч. Σουσπέρτις, Souspértis; тур. İspir) — историко-географическая область. Ныне на территории Турции. Располагалась в верховьях долины реки Чорох.

## История

### Древность
Согласно К. Сагона, Спер являлся региональным названием ещё до появления мидийцев и армян. В последующие века были сформированы новые племенные конфедерации, наиболее важным из них был саспиры. В VI-V веке, после экспансии Ахеменидов саспиры и алародийцы были включены в состав XVIII сатрапии Персии, по словам Геродота саспиры и алародийцы были одеты, как колхи.

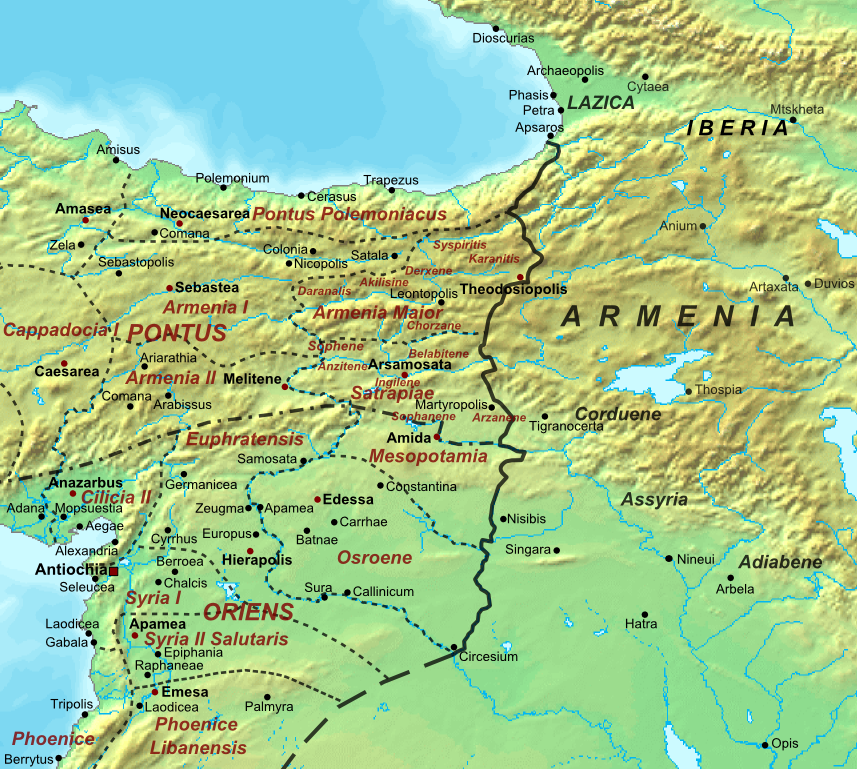
Римско-персидская граница, V век.

В 4-3 вв. до н. э. область стала провинцией Иберии, как отмечает Страбон. После смерти Александра Македонского, Митридат, персидский аристократ из Малой Азии, объявил себя царем Понтийского царства, которое, усилившись во II-I вв. до н. э., завоевало окрестные земли, в том числе часть Малой Армении (это политическое образование, вероятно, был преемником персидской 18-й сатрапии), другая часть Спери была завоевана Великой Арменией. После Римско-персидских войн, регион был завоеван Римской империей и  включен в провинции Римской Армении.
Согласно Р. Эдвардсу, племена чанов постепенно были вытеснены продолжающими миграциями армян в Испир. 3емли области Спер составили костяк владений aрмянскиx нахараров Багратуни, провинции (ашхара) Бардзр Айк (Высокая Армения). В III-IV веке н. э. регион оставался в составе Армении, а затем и Армения была разделена между Византией и Сасанидской империями, западная Армения, в том числе Спери, находилась под византийским контролем. Граница между Византийской и персидской Арменией пересекла долину Чорох приблизительно между Испир и Юсуфели. Согласно «вечному миру» (532 г.) персы сохранили Иберию и получили Фарангион (Испир) и Болум (восточнее Феодосиополя).

### Средневековье

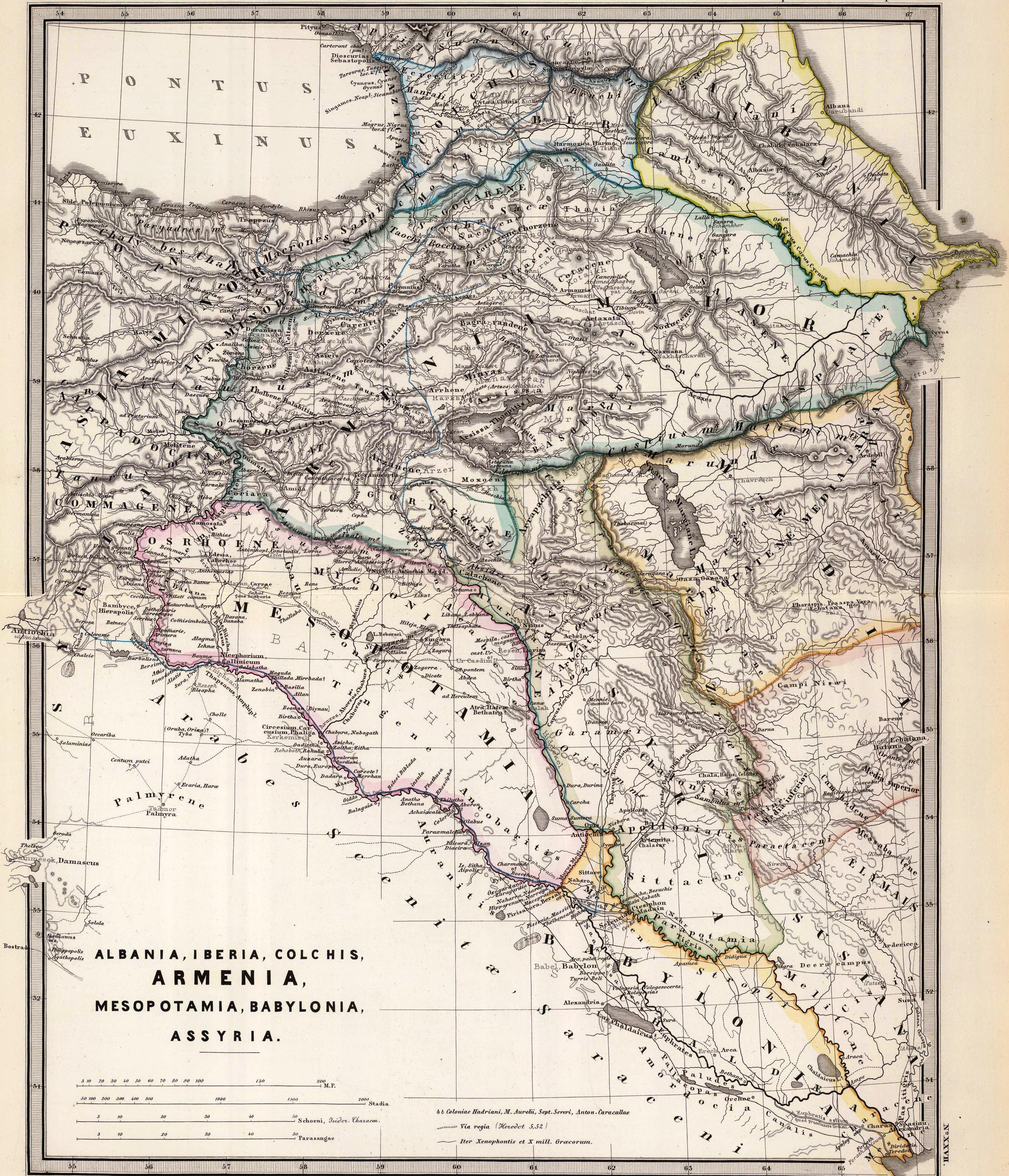
Древняя Армения и окружающие её страны. Северо-западная провинция "BARTSR HAIKH", область "Sper(Hyspiratis)"

В VII веке оно перешло в Арабский халифат. Позже верхнее Спери находилось под византийским контролем и оставалось частью района  халдийской фемы, в то время как нижнее Спери оставалось базой для иберийского куропалатства (княжествами Тао-Кларджети) в борьбе против арабских оккупантов, при номинальной зависимости от Византийской империи. В 888 году грузинские княжества Тао-Кларджети превращаются в грузинское царство Тао-Кларджети. В 1001 году, после смерти Давида Куропалата, Тао, Басиани и Спери унаследовал император Византии Василий II, эти провинции были организованы в фему Иберия со столицей в Феодосиополе. После битвы при Манцикерте в 1071 году, большинство из восточных провинций Византии, в том числе Спери было завоевано Сельджуками. Оно было под контролем Селтикид до 1124, регион был завоёван грузинским царством.
Прославленная династия Багратиони возникла в самом древнем грузинском регионе — Спери (ныне Испир). Благодаря своей дальновидной и гибкой политике Багратиони достиг большого влияния с шестого по восьмой века. Один из них вышел в Армению, а другой грузинскому Иберия, и оба заняли доминирующее положение среди других правителей Закавказья.

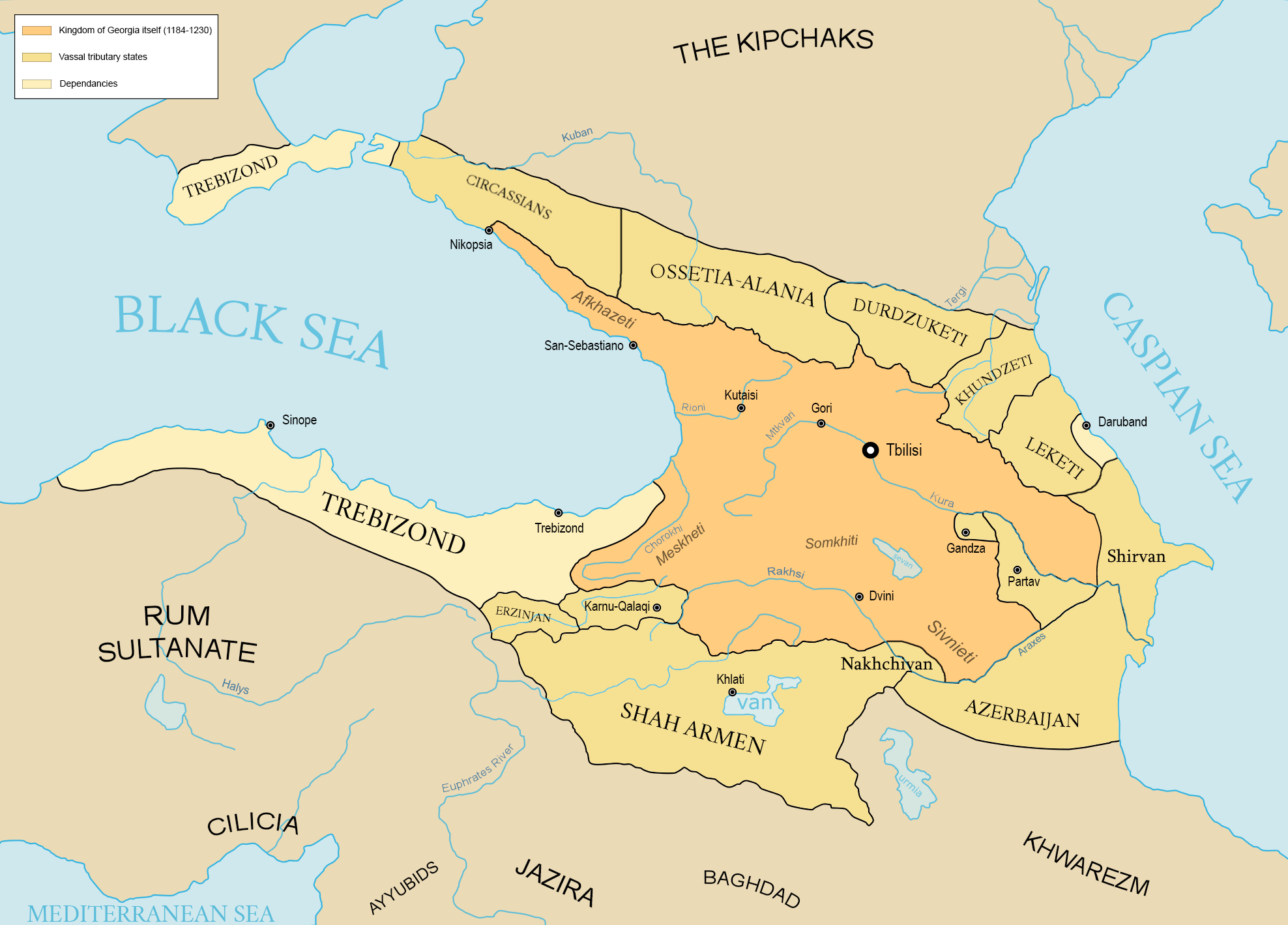
Королевство Грузия в 1184—1230 на пике своего могущества

В 1203, Рукн ад-Дин Сулейман II шах конийского султаната решил занять южное побережье Чёрного моря и Малой Азии. Он вторгся в королевство Грузии с 400 000 воинов-мусульман из нескольких эмиратов: Эрзерум и Шам (Сирия) и взял под контроль ряд южных провинций Грузии, в том числе Спери. В том же году, победив в битве Басиани, Грузии удалось изгнать турок и освободить регион.
В течение тридцати одного года блаженный Тамар, с мудростью Соломона, а также мужеством и заботы Александра, держал ее королевство (твердо) в ее руках, которая простиралась от Понтийского моря до моря Гурган, от Спери до Дербент, и все земли на этой стороне гор Кавказа, а также Хазарию и Скифии на другой стороне. Она стала наследницей того, что было обещано в девяти Блаженств.
Регион был завоёван в 1242 году монголами; был возвращён в грузинское царство во время правления Георга V Блистательного (1314—1346), и оставался в составе королевства до его распада, которое затем перешло в руки грузин атабегов принадлежащих роду Джакели.

### Новое Время
Регион был завоёван в 1502 году персами и был, вероятно, в 1515 взят Османской империей от правителя Грузии Самцхе. Испырская долина была ещё почти полностью христианской в начале XVI века. Область была оккупирована в 1916 году Российской империей во время Первой Мировой Войны и возвращена новообразованной Турецкой Республике в 1918 году.